# Hookeriopsis darntyi
Hookeriopsis darntyi là một loài Rêu trong họ Hookeriaceae. Loài này được (Schimp. ex Besch.) Broth. mô tả khoa học đầu tiên năm 1915.